# Theatro Municipal (São Paulo)

Das Theatro Municipal de São Paulo

Das Theatro Municipal de São Paulo ist ein Theater und Opernhaus in São Paulo, Brasilien. Das Theatro Municipal ist der Sitz des São Paulo Municipal Symphonic Orchestra, des Coral Lírico und des städtischen Balletts São Paulo. Es ist eines der Wahrzeichen der Stadt und bekannt für seine Architektur.

## Geschichte
Mit dem Bau des Theaters wurde 1903 – inspiriert von der Italienischen Oper, insbesondere der Mailänder Scala – unter dem Konstrukteur Ramos de Azevedo und den beiden italienischen Architekten Cláudio Rossi und Domiziano Rossi begonnen. Eröffnet wurde das Haus am 12. September 1911 mit einer Aufführung der Oper Hamlet von Ambroise Thomas.
Im 20. Jahrhundert traten dort viele der weltweit berühmtesten Künstler auf, darunter Maria Callas, Enrico Caruso, Isadora Duncan, Beniamino Gigli, Vaslav Nijinsky, Anna Pawlowa, Arthur Rubinstein, Magda Tagliaferro und Arturo Toscanini.
Am 10. Juni 2011 wurde das Theatro Municipal nach dreijähriger Renovierung wiedereröffnet.